# Eduardo da Silva
Eduardo Alves da Silva (sinh ngày 25 tháng 2 năm 1983 ở Rio de Janeiro, Brasil), thường được gọi là Eduardo da Silva hay đơn giản là Eduardo, là một cựu cầu thủ bóng đá Croatia sinh ra tại Brasil, hiện đã giải nghệ.

## Sự nghiệp câu lạc bộ

### Cho mượn từ Bangu và Inter Zaprešić
Năm 1998, lúc lên 15 tuổi, Eduardo đã dời đến thủ đô của Croatia Zagreb và gia nhập Dinamo Zagreb. Sau đó anh lại được cho Bangu Atlético Clube mượn trở lại ở Brasil.
Sau đó, anh đã được cho NK Inker Zaprešić (nay là NK Inter Zaprešić) mượn ở Croatia, chơi trong Liên đoàn bóng đá hạng hai Croatia vào thời điểm đó. Trong khi ở tại Inter cho mùa giải 2002/03, anh đã ghi 10 bàn trong 15 trận.
Ở Arsenal hồi đầu mùa giải 07-08 anh chơi rất hay và liên tục ghi bàn nhưng thật không may cho anh và cho Arsenal là anh bị dính 1 chấn thương rất nặng và phải nghỉ thi đấu đến hết mùa giải.

## Thống kê sự nghiệp

### Câu lạc bộ
Tính đến 13 tháng 2 năm 2017
| Câu lạc bộ            | Mùa giải            | Giải đấu       | Giải đấu       | Cúp quốc gia | Cúp quốc gia | Châu Âu | Châu Âu | Khác | Khác | Tổng cộng | Tổng cộng |
| Câu lạc bộ            | Mùa giải            | Trận           | Bàn            | Trận         | Bàn          | Trận    | Bàn     | Trận | Bàn  | Trận      | Bàn       |
| Croatia               | Croatia             | Giải đấu       | Giải đấu       | Cúp quốc gia | Cúp quốc gia | Châu Âu | Châu Âu | Khác | Khác | Tổng cộng | Tổng cộng |
| --------------------- | ------------------- | -------------- | -------------- | ------------ | ------------ | ------- | ------- | ---- | ---- | --------- | --------- |
| Dinamo Zagreb         | 2001–02             | 4              | 0              | 0            | 0            | 0       | 0       | –    | –    | 4         | 0         |
| Inter Zaprešić (mượn) | 2002–03             | 15             | 10             | 0            | 0            | –       | –       | –    | –    | 15        | 10        |
| Dinamo Zagreb         | 2003–04             | 24             | 9              | 7            | 3            | 6       | 1       | 1    | 1    | 38        | 14        |
| Dinamo Zagreb         | 2004–05             | 21             | 10             | 2            | 0            | 7       | 1       | 1    | 0    | 31        | 11        |
| Dinamo Zagreb         | 2005–06             | 28             | 20             | 1            | 1            | –       | –       | –    | –    | 29        | 21        |
| Dinamo Zagreb         | 2006–07             | 32             | 34             | 8            | 6            | 6       | 5       | 1    | 2    | 47        | 47        |
| Anh                   | Anh                 | Premier League | Premier League | FA Cup       | FA Cup       | Châu Âu | Châu Âu | Khác | Khác | Tổng cộng | Tổng cộng |
| Arsenal               | 2007–08             | 17             | 4              | 3            | 1            | 6       | 3       | 5    | 4    | 31        | 12        |
| Arsenal               | 2008–09             | 0              | 0              | 2            | 3            | 2       | 0       | 0    | 0    | 4         | 3         |
| Arsenal               | 2009–10             | 24             | 3              | 2            | 1            | 5       | 2       | 1    | 0    | 32        | 6         |
| Ukraina               | Ukraina             | Giải đấu       | Giải đấu       | Cúp quốc gia | Cúp quốc gia | Châu Âu | Châu Âu | Khác | Khác | Tổng cộng | Tổng cộng |
| Shakhtar              | 2010–11             | 22             | 6              | 3            | 2            | 8       | 4       | 0    | 0    | 33        | 12        |
| Shakhtar              | 2011–12             | 16             | 5              | 1            | 2            | 5       | 0       | 0    | 0    | 22        | 7         |
| Shakhtar              | 2012–13             | 20             | 4              | 4            | 0            | 3       | 0       | 1    | 0    | 28        | 4         |
| Shakhtar              | 2013–14             | 23             | 9              | 5            | 4            | 2       | 0       | 0    | 0    | 30        | 13        |
| Brasil                | Brasil              | Giải đấu       | Giải đấu       | Cúp quốc gia | Cúp quốc gia | Nam Mỹ  | Nam Mỹ  | Khác | Khác | Tổng cộng | Tổng cộng |
| Flamengo              | 2014                | 18             | 8              | 6            | 1            | –       | –       | –    | –    | 24        | 9         |
| Flamengo              | 2015                | 9              | 2              | 3            | 1            | –       | –       | 10   | 1    | 22        | 4         |
| Ukraina               | Ukraina             | Giải đấu       | Giải đấu       | Cúp quốc gia | Cúp quốc gia | Châu Âu | Châu Âu | Khác | Khác | Tổng cộng | Tổng cộng |
| Shakhtar              | 2015–16             | 19             | 12             | 7            | 2            | 15      | 4       | 0    | 0    | 41        | 18        |
| Shakhtar              | 2016–17             | 10             | 2              | 1            | 0            | 7       | 1       | 1    | 0    | 19        | 3         |
| Tổng cộng             | Croatia             | 124            | 83             | 18           | 10           | 19      | 7       | 3    | 3    | 164       | 103       |
| Tổng cộng             | Anh                 | 41             | 7              | 7            | 5            | 13      | 5       | 6    | 4    | 67        | 21        |
| Tổng cộng             | Ukraina             | 110            | 38             | 21           | 10           | 40      | 9       | 2    | 0    | 173       | 57        |
| Tổng cộng             | Brasil              | 27             | 10             | 9            | 2            | –       | –       | 10   | 1    | 46        | 13        |
| Tổng cộng sự nghiệp   | Tổng cộng sự nghiệp | 302            | 138            | 55           | 27           | 72      | 21      | 21   | 8    | 450       | 194       |

- Khác – Croatian Super Cup, Football League Cup, Ukrainian Super Cup và Campeonato Carioca

### Đội tuyển quốc gia
| Đội tuyển bóng đá quốc gia Croatia | Đội tuyển bóng đá quốc gia Croatia | Đội tuyển bóng đá quốc gia Croatia |
| Năm                                | Số lần ra sân                      | Số bàn thắng                       |
| ---------------------------------- | ---------------------------------- | ---------------------------------- |
| 2004                               | 1                                  | 0                                  |
| 2005                               | 2                                  | 0                                  |
| 2006                               | 7                                  | 6                                  |
| 2007                               | 11                                 | 7                                  |
| 2008                               | 1                                  | 0                                  |
| 2009                               | 6                                  | 5                                  |
| 2010                               | 7                                  | 0                                  |
| 2011                               | 9                                  | 4                                  |
| 2012                               | 9                                  | 4                                  |
| 2013                               | 7                                  | 3                                  |
| 2014                               | 4                                  | 0                                  |
| Tổng cộng                          | 64                                 | 29                                 |

#### Bàn thắng quốc tế
Scores and results list Croatia's goal tally first.
| #  | Ngày                 | Địa điểm                                                      | Đối thủ              | Bàn thắng | Kết quả | Giải đấu                 |
| -- | -------------------- | ------------------------------------------------------------- | -------------------- | --------- | ------- | ------------------------ |
| 1  | 1 tháng 2 năm 2006   | Sân vận động Hồng Kông, Hồng Kông                             | Hồng Kông            | 0–3       | 0–4     | Carlsberg Cup 2006       |
| 2  | 16 tháng 8 năm 2006  | Sân vận động Armando Picchi, Livorno, Ý                       | Ý                    | 0–1       | 0–2     | Giao hữu                 |
| 3  | 11 tháng 10 năm 2006 | Sân vận động Maksimir, Zagreb, Croatia                        | Anh                  | 1–0       | 2–0     | Vòng loại Euro 2008      |
| 4  | 15 tháng 11 năm 2006 | Sân vận động Ramat Gan, Ramat Gan, Israel                     | Israel               | 1–2       | 3–4     | Vòng loại Euro 2008      |
| 5  | 15 tháng 11 năm 2006 | Sân vận động Ramat Gan, Ramat Gan, Israel                     | Israel               | 1–3       | 3–4     | Vòng loại Euro 2008      |
| 6  | 15 tháng 11 năm 2006 | Sân vận động Ramat Gan, Ramat Gan, Israel                     | Israel               | 2–4       | 3–4     | Vòng loại Euro 2008      |
| 7  | 24 tháng 3 năm 2007  | Sân vận động Maksimir, Zagreb, Croatia                        | Bắc Macedonia        | 2–1       | 2–1     | Vòng loại Euro 2008      |
| 8  | 2 tháng 6 năm 2007   | A. Le Coq Arena, Tallinn, Estonia                             | Estonia              | 0–1       | 0–1     | Vòng loại Euro 2008      |
| 9  | 22 tháng 8 năm 2007  | Sân vận động Thành phố Koševo, Sarajevo, Bosna và Hercegovina | Bosna và Hercegovina | 0–1       | 3–5     | Giao hữu                 |
| 10 | 8 tháng 9 năm 2007   | Sân vận động Maksimir, Zagreb, Croatia                        | Estonia              | 1–0       | 2–0     | Vòng loại Euro 2008      |
| 11 | 8 tháng 9 năm 2007   | Sân vận động Maksimir, Zagreb, Croatia                        | Estonia              | 2–0       | 2–0     | Vòng loại Euro 2008      |
| 12 | 12 tháng 9 năm 2007  | Sân vận động Comunal, Andorra la Vella, Andorra               | Andorra              | 0–5       | 0–6     | Vòng loại Euro 2008      |
| 13 | 13 tháng 10 năm 2007 | Sân vận động Maksimir, Zagreb, Croatia                        | Israel               | 1–0       | 1–0     | Vòng loại Euro 2008      |
| 14 | 1 tháng 4 năm 2009   | Sân vận động Comunal, Andorra la Vella, Andorra               | Andorra              | 0–2       | 0–2     | Vòng loại World Cup 2010 |
| 15 | 12 tháng 8 năm 2009  | Sân vận động Dinamo, Minsk, Belarus                           | Belarus              | 0–2       | 1–3     | Vòng loại World Cup 2010 |
| 16 | 9 tháng 9 năm 2009   | Sân vận động Wembley, London, Anh                             | Anh                  | 4–1       | 5–1     | Vòng loại World Cup 2010 |
| 17 | 14 tháng 11 năm 2009 | Sân vận động HNK Cibalia, Vinkovci, Croatia                   | Liechtenstein        | 3–0       | 5–0     | Giao hữu                 |
| 18 | 14 tháng 11 năm 2009 | Sân vận động HNK Cibalia, Vinkovci, Croatia                   | Liechtenstein        | 4–0       | 5–0     | Giao hữu                 |
| 19 | 9 tháng 2 năm 2011   | Sân vận động Aldo Drosina, Pula, Croatia                      | Cộng hòa Séc         | 1–0       | 4–2     | Giao hữu                 |
| 20 | 6 tháng 9 năm 2011   | Sân vận động Maksimir, Zagreb, Croatia                        | Israel               | 2–1       | 3–1     | Vòng loại Euro 2012      |
| 21 | 6 tháng 9 năm 2011   | Sân vận động Maksimir, Zagreb, Croatia                        | Israel               | 3–1       | 3–1     | Vòng loại Euro 2012      |
| 22 | 11 tháng 10 năm 2011 | Sân vận động Kantrida, Rijeka, Croatia                        | Latvia               | 1–0       | 2–0     | Vòng loại Euro 2012      |
| 23 | 2 tháng 6 năm 2012   | Sân vận động Ullevaal, Oslo, Na Uy                            | Na Uy                | 0–1       | 1–1     | Giao hữu                 |
| 24 | 15 tháng 8 năm 2012  | Sân vận động Poljud, Split, Croatia                           | Thụy Sĩ              | 1–1       | 2–4     | Giao hữu                 |
| 25 | 15 tháng 8 năm 2012  | Sân vận động Poljud, Split, Croatia                           | Thụy Sĩ              | 2–3       | 2–4     | Giao hữu                 |
| 26 | 16 tháng 10 năm 2012 | Sân vận động Gradski vrt, Osijek, Croatia                     | Wales                | 2–0       | 2–0     | Vòng loại World Cup 2014 |
| 27 | 26 tháng 3 năm 2013  | Sân vận động Liberty, Swansea, Wales                          | Wales                | 2–1       | 2–1     | Vòng loại World Cup 2014 |
| 28 | 14 tháng 8 năm 2013  | Sân vận động Rheinpark, Vaduz, Liechtenstein                  | Liechtenstein        | 0–1       | 2–3     | Giao hữu                 |
| 29 | 14 tháng 8 năm 2013  | Sân vận động Rheinpark, Vaduz, Liechtenstein                  | Liechtenstein        | 2–3       | 2–3     | Giao hữu                 |